# Anastasios Andreu
Anastasios Andreu (gr. Αναστάσιος Ανδρέου; ur. 1877 w Limassolu, zm. 1947) – grecki lekkoatleta, płotkarz. Uczestnik pierwszych nowożytnych igrzysk olimpijskich w 1896 roku.
Andreu pochodził z Cypru, reprezentant klubu Gymnastikos Syllogos Olympia Limassol. Zwyciężył w mistrzostwach Grecji w 1896, ponadto był rekordzistą kraju.
Podczas igrzysk olimpijskich w Atenach w 1896 roku brał udział w biegu na 110 m przez płotki. Odpadł jednak w pierwszym biegu eliminacyjnym.